# Filip Wolski
Filip Wolski (Polonia, 9 de abril de 2006) es un futbolista polaco que juega de centrocampista en el Stal Rzeszów de la I Liga de Polonia.